# Кропоткин, Тимофей Андреевич
Князь Тимофей Андреевич Кропоткин — голова и воевода во времена правления Ивана IV Васильевича Грозного.
Из княжеского рода Кропоткины. Младший сын князя Андрея Александровича Кропоткина. Имел брата князя Ивана Андреевича.

## Биография
В 1544 году сорок девятый есаул в Казанском походе. В октябре 1551 года написан во вторую статью московских детей боярских. В 1554 году послан с войсками на Астрахань, откуда направлен начальником отряда против не приятелей, коих во многих боях побил и Астраханское ханство завоевал, возвратясь в сентябре 1555 года в Москву.   В 1558 году воевода в Шацке. В 1559 году воевода в Ряжске. В этом же году голова в Государевом полку при боярине князе Иване Фёдоровиче Мстиславском в войсках правой руки против войск крымских татар. В 1560 году после отпуска боярина князя Александра Воротынского с Сосны, направлен первым воеводою в Михайлов, а в связи с угрозой Рыльску со стороны крымцев, велено ему быть первым головою при боярине князе Иваном Глинским в войсках правой руки в Туле, а по роспуску больших воевод вновь воевода в Михайлове. В 1561 году первый воевода в Тарвасе и при взятии города литовцами оказался в плену. В 1568 году первый воевода в Свияжске.
По родословной росписи показан бездетным.